# سالم سعید سالم
سالم سعید سالم (انگلیسی: Salem Saeed Salem؛ زادهٔ ۲۵ ژانویهٔ ۱۹۹۳) یک بازیکن فوتبال است.